# Ильинский, Пётр Олегович
Пётр Оле́гович Ильи́нский (род. 1965, Ленинград) — американский учёный биолог-онколог, русский поэт, эссеист, историософ.

## Биография
Родился и вырос в Ленинграде, в семье естествоиспытателей с ярко выраженными гуманитарными наклонностями. С ранних пор испытывал тягу одновременно к литературе, истории и биологии.
В 1980 году переехал в Москву. В 1986 окончил биологический факультет МГУ, в 1990 году защитил кандидатскую диссертацию в Онкологическом Центре АМН СССР по теме: «Ассоциация ретровирусов типа Д с лимфопролиферативными заболеваниями человека» (специальность ВАК 14.00.14 «онкология»). Вскоре после этого переехал в США, где поступил на работу в Гарвардский университет. Жил  в Бостоне и его окрестностях, в 1991-98 и 2001-03 гг. работал в Гарвардском университете. В 2008 г. перебрался в Кембридж, где живёт и работает по специальности.
Опубликовал две книги стихов («Перемены цвета» и «Склянки и осколки» (стихи 1998—2006 гг.), книги прозы «Резьба по камню» (Санкт-Петербург, 2002) и "На самом краю леса" (Москва, "Стеклограф", 2019), оригинальное историческое исследование «Легенда о Вавилоне», в котором он прослеживает более чем двухтысячелетнюю историю Вавилона и породившей его месопотамской цивилизации (издательство "Гиперион"; СПб., 2007), философское эссе о древнерусской истории «Долгий миг рождения» (1-е изд., Москва, 2004; 2-е изд., СПб., 2017).
Автор многочисленных статей, заметок и рецензий, сотрудничает с российскими и зарубежными русскоязычными изданиями (газета «Русская мысль», альманах «Побережье» (Филадельфия), ж-л «Северная Аврора» (СПб.), автор и член редакционного совета американского поэтический альманаха на русском языке «Флейта Евтерпы» (Бостон) и др.)

## Кредо
- Вызывают неприятие: европоцентризм, русская национальная идея, западный либерализм и восточный деспотизм во всех их разновидностях и ипостасях.
- Вызывают почтение: Аристотель, Андрей Рублёв, Пу Сун-лин, Ингмар Бергман, им подобные и споспешествующие.
- Отдельный человек всегда выше идеологии, тем более, отдельный художник.
- Вызывают ненависть: переделывание истории в угоду любой моде и помноженная на неё культурная безграмотность.
- Вызывает восхищение: способность некоторых людей сопротивляться тому, что вызывает неприятие и ненависть, особенно, когда носители последних прибегают к насилию (а они всегда к нему прибегают).
- Существование современной литературы покуда никем не доказано: может, она есть, а может — её и нет.

## Книги
- Перемены цвета. — Эдинбург: Buccleuch Printers, 2001. — 48 с.
- Резьба по камню: четыре повести о непрерывности времени. — Бостон; СПб.: Лицей, 2002. — 279 с. ISBN 5845203155, 9785845203151
- Долгий миг рождения: Опыт размышления о древнерусской истории VIII—X вв. — Москва: РГГУ, 2004. — 276 с. ISBN 5728107931
- Легенда о Вавилоне. — СПб.: Гиперион, 2007. — 445 с. (+библиогр.) ISBN 9785893321432
- Склянки и осколки (1998—2006). В библиотеке журнала «Литературный арьергард»

## Статьи
- Библиография статей П.Ильинского на сайте GlobalRus.ru
- «Хазарская легенда» и её место в русской исторической памяти. — Заметки по еврейской истории, № 1(50)
- Общественная мораль, как фактор истории. — Заметки по еврейской истории, № 4 (53)
- Город и башня. — Заметки по еврейской истории, № 4(95)
- Зрители и мастера. Киновзгляд из Новой Англии. —  Русский журнал, 2003
- Мнимое лекарство. Негативный образ России в западных СМИ Русский журнал, 2003
- Следы на бетоне. История одной литературной семьи. — Семь искусств, № 3(28), март 2012.
- Начало тысячелетнего пути. Зарождение русской цивилизации и её основатели. — Семь искусств, № 1(94), январь 2018.
- Бесы приходят в Салем. Краткое размышление о второй по старшинству американской легенде. — Семь искусств, № 8(101), август 2018.